# Haus der Musik Innsbruck

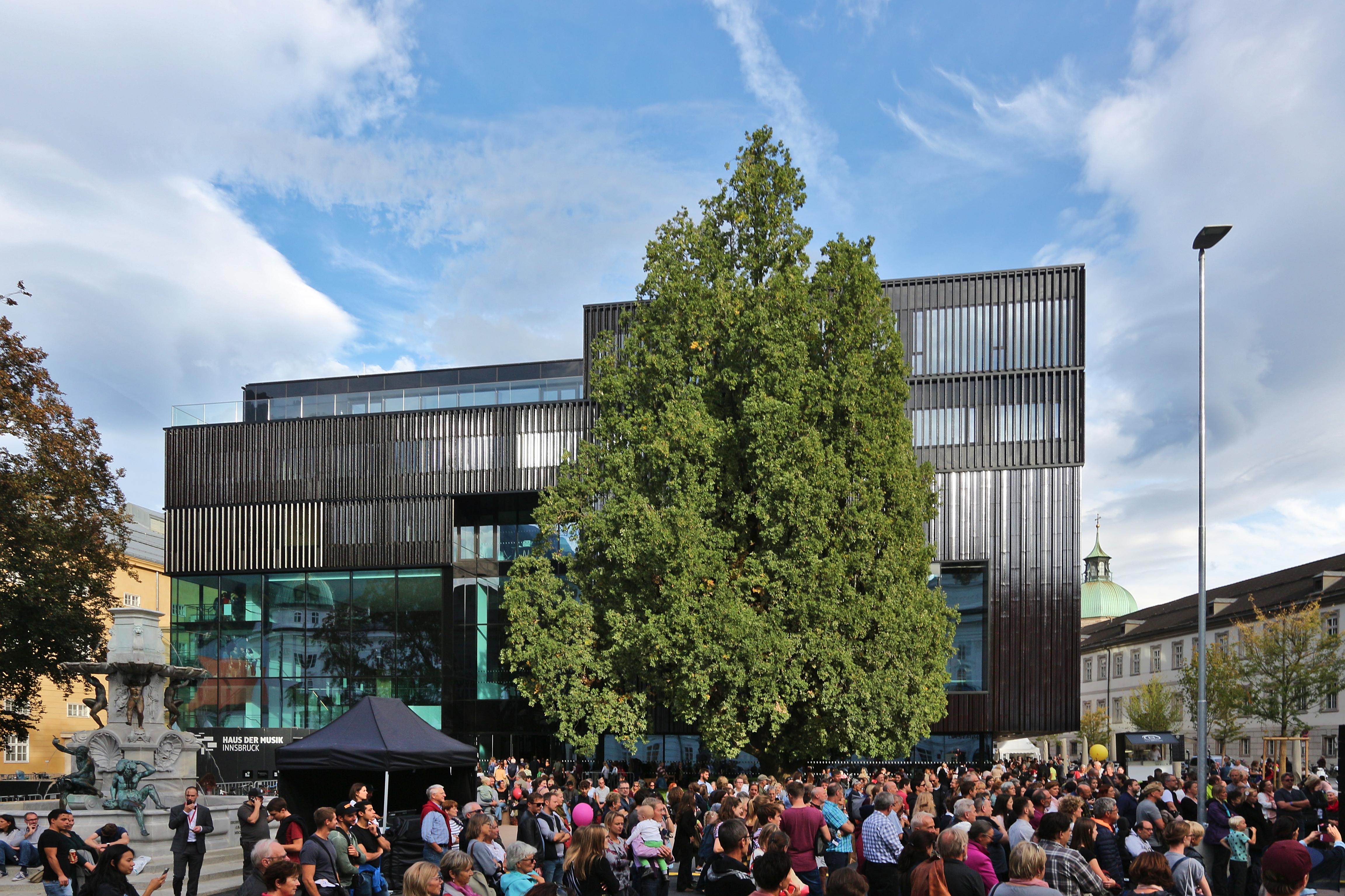
Das Haus der Musik bei der Eröffnung

Das Haus der Musik ist ein Multifunktionsgebäude in Innsbruck, das 2018 eröffnet wurde. Es enthält Veranstaltungssäle und bietet zahlreichen Kulturträgern und musikalischen Ausbildungsstätten Platz.

## Entstehungsgeschichte

### Stadtsäle

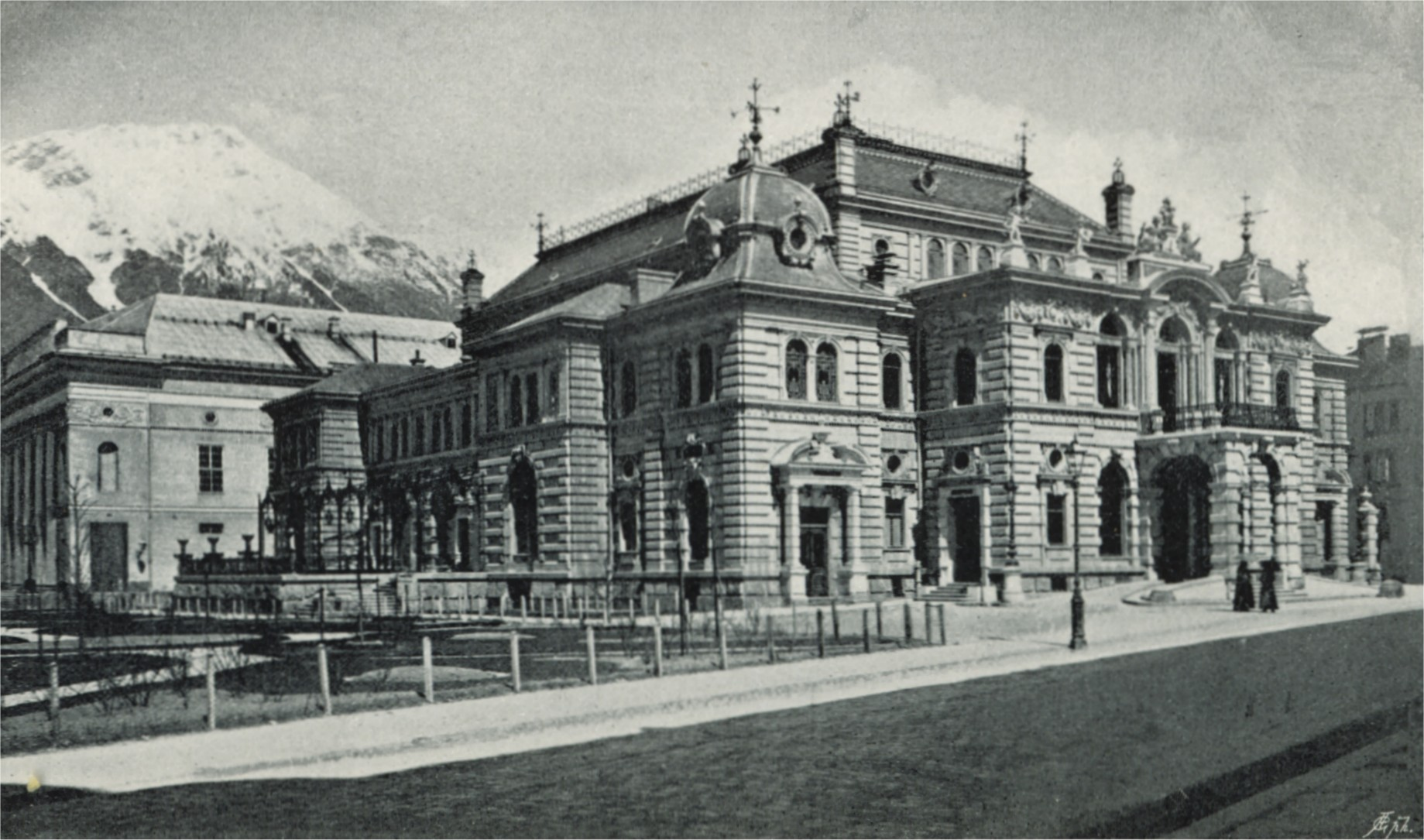
Die Innsbrucker Stadtsäle Ende des 19. Jahrhunderts

Das Haus der Musik entstand an der Stelle der früheren Stadtsäle. Diese wurden in ihrer frühesten Form 1773 als öffentliches Vergnügungslokal eröffnet, das vor allem durch die Faschingsbälle populär wurde. 1863 wurden die „Redoutensäle“ durch Gemälde aufgewertet. Aufgrund von Baufälligkeit ließ die Stadt die Säle 1885 abreißen. 1890 konnte der Neubau eingeweiht werden, der viel genutzt wurde und 1927 ein weiteres Mal umgebaut wurde. Während des Zweiten Weltkriegs wurden die Stadtsäle bei Bombardements 1943 und 1944 schwer beschädigt. 1947 wurde eine Kleinkunstbühne im Keller eingerichtet, der Wiederaufbau hingegen verzögerte sich aufgrund des Baumaterialmangels nach dem Krieg um viele Jahre. 
Erst 1960 konnte der vollständige Wiederaufbau verkündet werden; das Gebäude umfasste nun ein Theater, ein Café und einen Mehrzweckraum. In den Folgejahren bildeten die Stadtsäle einen wichtigen kulturellen Veranstaltungsort und waren außerdem fester Standort für die Kammerspiele des Tiroler Landestheaters sowie Probelokal für das Tiroler Symphonieorchester. Mit der Eröffnung des neuen Kongresshauses 1973 verloren die Stadtsäle langsam ihre Bedeutung als Veranstaltungsort und veraltete Technik sowie Platzprobleme führten dazu, dass über einen Neubau nachgedacht wurde. Im Herbst 2015 wurden die Säle schließlich abgerissen.

### Haus der Musik

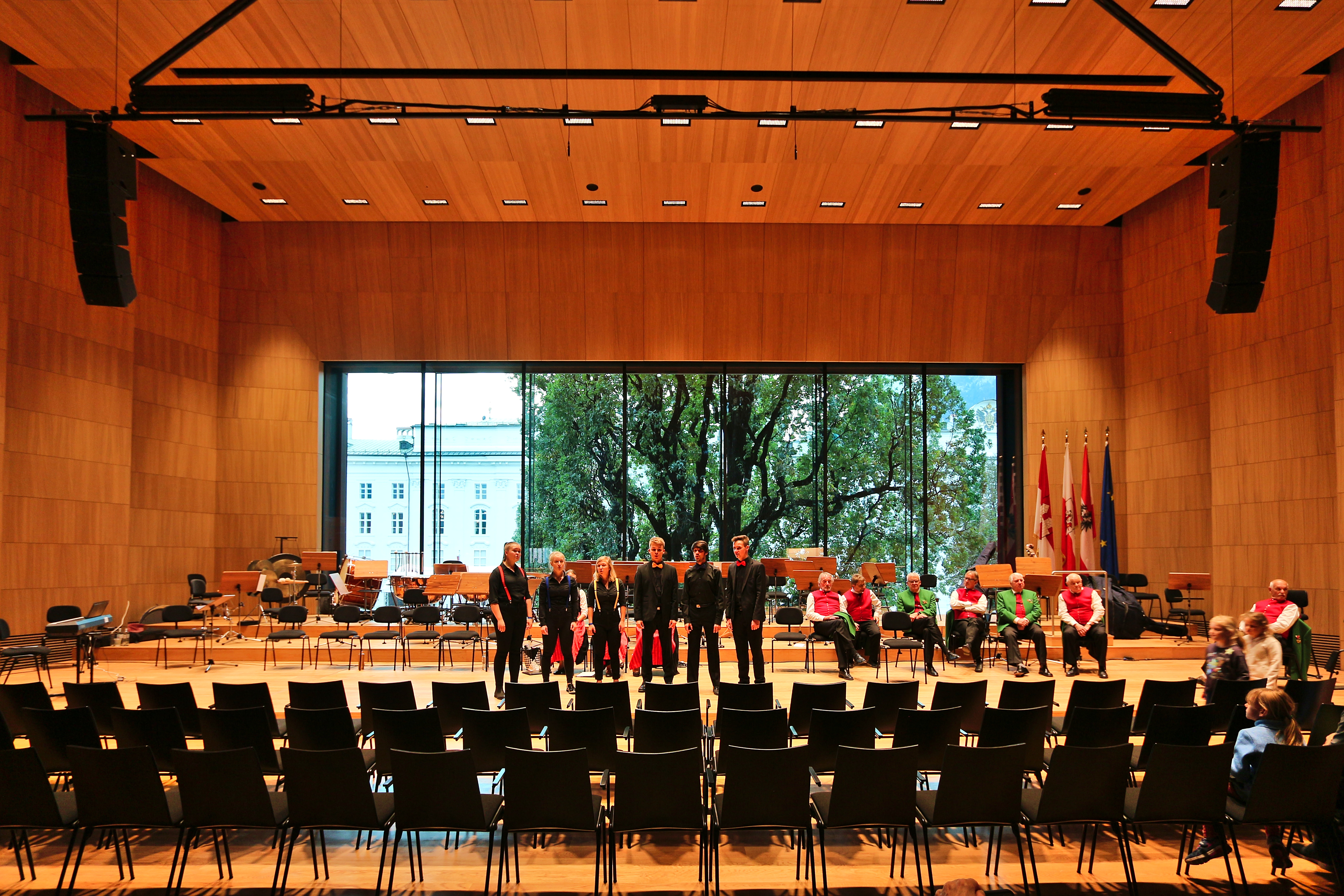
Bühne des Großen Saales

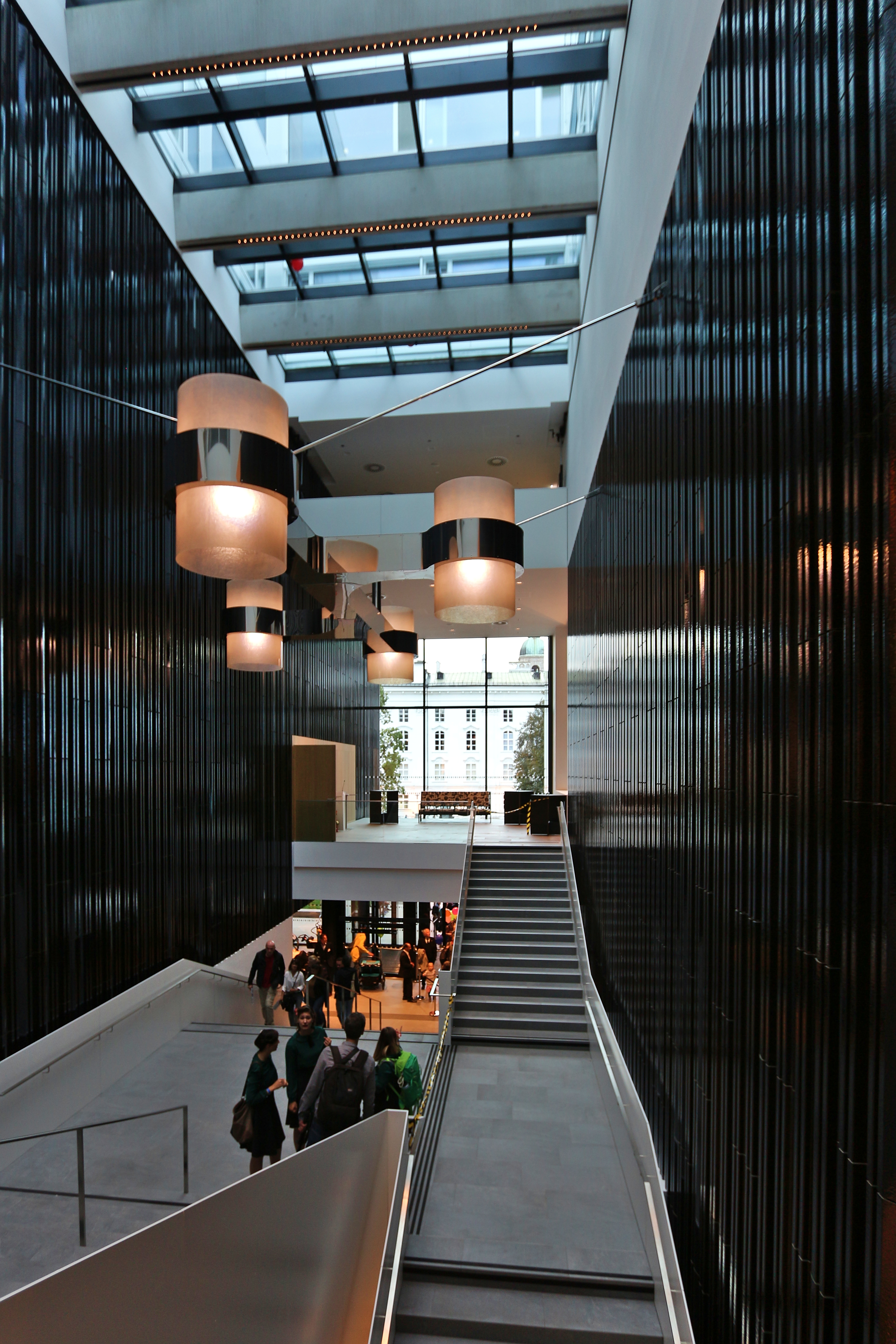
Promenadentreppe

Der Neubau sollte nun deutlich mehr Platz bieten und als Haus der Musik verschiedene in der Stadt verstreute musikalische Institutionen zusammenführen. Nach einem internationalen Architekturwettbewerb wurde das Projekt des Architekten Erich Strolz ausgewählt. Mit dem Bauträger Innsbrucker Immobilien Gesellschaft unter der Leitung von Georg Preyer erfolgte die Grundsteinlegung am 20. November 2015. Während der Bauarbeiten wurden die Kammerspiele des Landestheaters an die Innsbrucker Messe verlegt, das Symphonieorchester hingegen nutzte Räumlichkeiten des Canisianums zum Proben. Die Kosten, die auf Stadt Innsbruck, Land Tirol und den Bund verteilt sind, wurden anfangs auf 58 Mio. Euro angesetzt.
Neben modernen Veranstaltungsräumen umfasst das Haus der Musik auch eine Vielzahl von Unterrichtsräumen und eine umfangreiche Bibliothek. Damit konnten das Institut für Musikwissenschaft der Universität Innsbruck, der Innsbrucker Standort des Mozarteums sowie Teile des Konservatoriums zusammengeführt werden; die Bestände dieser Institutionen füllten auch die Bibliothek. Weitere Nutzer sind die Festwochen der Alten Musik, der Tiroler Sängerbund, der Tiroler Volksmusikverein und der Blasmusikverband Tirol. Auch ein gastronomisches Angebot ist vorhanden. Die Eröffnung des neuen Hauses erfolgte am 6. Oktober 2018, die Gesamtkosten beliefen sich zu diesem Zeitpunkt auf 62,7 Mio. Euro.

## Leitung
Die Betriebsführung des Hauses der Musik liegt bei der 2005 begründeten Veranstaltungsholding Tiroler Landestheater und Orchester GmbH Innsbruck, die vom Land Tirol und der Stadt Innsbruck getragen wird. Als Direktor des Hauses wurde der Kulturmanager und Orchesterleiter Wolfgang Laubichler bestellt.

## Belege
1. 1 2  Haus der Musik. In: ibkinfo.at. Stadt Innsbruck, 1. Juni 2015, abgerufen am 18. Oktober 2018.
2. ↑  Wojciech Czaja: Das große Schwarze: Streit um Haus der Musik in Innsbruck. In: DerStandard.at. 11. September 2018, abgerufen am 17. Oktober 2018.
3. ↑  Haus der Musik. Tiroler Landestheater und Orchester GmbH Innsbruck, archiviert vom Original (nicht mehr online verfügbar) am 17. Januar 2018; abgerufen am 17. Oktober 2018.

Koordinaten: 47° 16′ 8,4″ N, 11° 23′ 46,1″ O